# Gran format
Broadsheet, mot anglès per a full ample, és el més gran dels formats dels diaris. Es caracteritza per grans fulls verticals (actualment 43 × 63 o 39 × 57,8 cm). El primer periòdic de plec solt es publicà el 1618 als Països Baixos: Courante uyt Italien, Duytslandt, &c. A la península Ibèrica, no hi ha cap diari de format ample. Altres formats utilitzats són el berliner, el compacte o el tabloide.
El format era molt utilitzat en països anglosaxons. Fins recentment broadsheet hi era sinònim de premsa seriosa, al contrari dels diaris de format tabloide, més populistes i sensacionalistes.
A la fi del 2003, el venerable The Times (Londres) va decidir que el lector podia triar el format que li agradi més i va editar en ambdós formats (full ample i tabloide), cosa que es va considerar com una revolució d'una tradició venerable de 216 anys. L'1 de novembre del 2004 optà per un sol format, el tabloide. Seguia així una tendència vers formats més petits que s'observa a tot arreu al món. Es considera com una reacció contra la competència dels diaris gratuïts compactes distribuïts a les estacions i altres llocs d'alta freqüència. Sembla que el lector prefereix formats que són més pràctics per a llegir quan no té una taula ampla, com passa en el transport en general, en bars i cafès, en pisos urbans compactes...